# دوريس شرودر
دوريس شرودر (بالإنجليزية: Doris Schroeder)‏ (7 فبراير 1893 في الولايات المتحدة - 4 يناير 1981، ساكرامنتو في الولايات المتحدة)؛ كاتبة سيناريو وروائية أمريكية.

## روابط خارجية
- دوريس شرودر على موقع IMDb (الإنجليزية)
- دوريس شرودر على موقع قاعدة بيانات الفيلم (الإنجليزية)